# تشارلز فورتين
تشارلز فورتين (بالفرنسية: Charles Fortin)‏ هو رسام فرنسي، ولد في 12 يونيو 1815 في باريس في فرنسا، وتوفي بنفس المكان في 19 أكتوبر 1865.